# La Salle megye (Texas)
La Salle megye az Amerikai Egyesült Államokban, azon belül Texas államban található. Megyeszékhelye és legnagyobb városa Cotulla. Lakosainak száma 6664 fő (2020. április 1.).

## Szomszédos megyék
- Dimmit megye
- Atascosa megye
- McMullen megye
- Frio megye
- Webb megye
- Duval megye

## Népesség
A megye népességének változása:
| Lakosok száma | 6898 | 6983 | 7104 | 7369 | 7631 | 6664 |
|               | 2010 | 2011 | 2012 | 2013 | 2015 | 2020 |